# 고르고

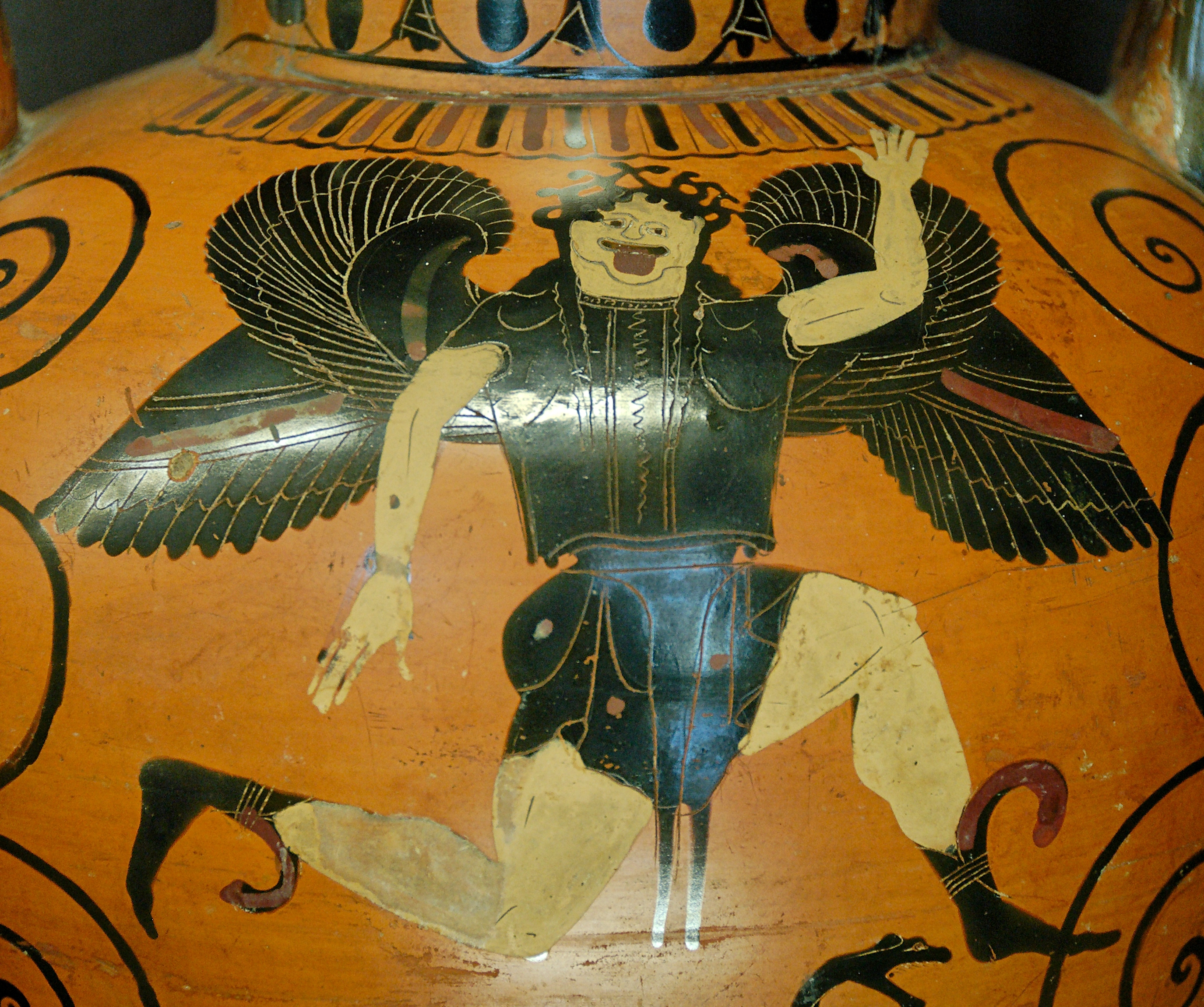
고르고. 기원전 500년경. 루브르 박물관소장.

고르고 또는 고르곤(영어: Gorgon, 그리스어: Γοργών, Γοργώ "끔찍한 것들" 또는 "크게 소리치는"의 뜻)은 그리스 신화에 나오는 괴물이다.

## 신화와 전설에 언급된 고르고
포르퀴스와 케토가 낳은 세 명의 자매로 그라이아이 자매의 동생이다. 이들 세 자매의 이름은 각각 '스텐노'(힘센 여자), '에우뤼알레'(멀리 떠돌아다니는 여자) 그리고 가장 유명한 '메두사'(여왕)이다. 통상 고르고는 이 메두사를 지칭한다.
고르고 세 자매 가운데 메두사를 제외한 스텐노와 에우뤼알레는 불사(不死)의 몸이다. 그들은 서쪽의 땅, 오케아노스의 저편에 헤스페리데스들이 있는 곳 땅 끝에 살았으며, 머리털은 살아있는 뱀이며, 몸은 용의 비늘로 덮여 있었다. 황금 날개를 달고 있었다고도 한다. 이들의 모습은 무시무시하여 이들의 모습을 직접 본 사람이나 동물은 모두 돌로 변해 버린다고 한다.
호메로스는 단 한 명의 고르고만 언급하고 있으며, 그 머리를 방패에 새겨 적들로 하여금 공포에 떨게했다고 한다. 오딧세이아에서도 잠시 고르고가 언급되었다.
에우리피데스나 아이스킬로스 같은 그리스 비극 작가들의 작품에도 고르고가 나오는데, 아이스킬로스는 그라이아이와 고르고를 혼동한 듯하다.
오비디우스는 조금 다른 고르고의 이야기를 전하는데, 메두사는 원래 아름다운 여인으로 특히 머리카락이 아름다웠다고 한다. 이에 넵투누스(포세이돈)가 그녀에게 반했는데 미네르바(아테나) 여신의 신전에서 메두사의 유혹으로 사랑을 나누었다. 이에 화가 난 미네르바가 메두사의 아름다운 머리카락을 뱀으로 바꾸어 놓고 괴물로 만들었다고 한다.

## 페르세우스와 메두사
영웅 페르세우스는 아테나 여신의 도움을 받아 청동 거울을 사용하여 직접 메두사를 보지 않고 그녀를 죽여 버렸다. 이때 메두사는 포세이돈의 자식들을 임신 중이었는데, 이들이 바로 천마(天馬)인 페가소스와 크뤼사오르이다. 페르세우스는 고르고 메두사의 머리를 들고 다니면서 적들을 죽이고 안드로메다를 구하는데도 사용하였다.

## 액막이
고대 그리스에서 고르고의 형상은 일종의 액막이 부적처럼 사용되었다. 뱀의 머리카락의 고르고의 모습은 방패, 흉갑, 성문, 대문 등에 자주 새겨져 있었고 무덤의 비석에도 사용되었다. 의술의 신인 아스클레피오스의 형상에도 항상 뱀이 그려져 있는 것과도 관계가 있다. 또한 고르고의 피는 죽은 사람을 다시 살리는 효능이 있다고 여겨졌다. 그러나 고르고의 시체의 오른편에 흐르는 피만 효험이 있고, 왼편에서 취한 피는 오히려 독이라고 한다.